# 零羊崎神社 (石巻市真野)

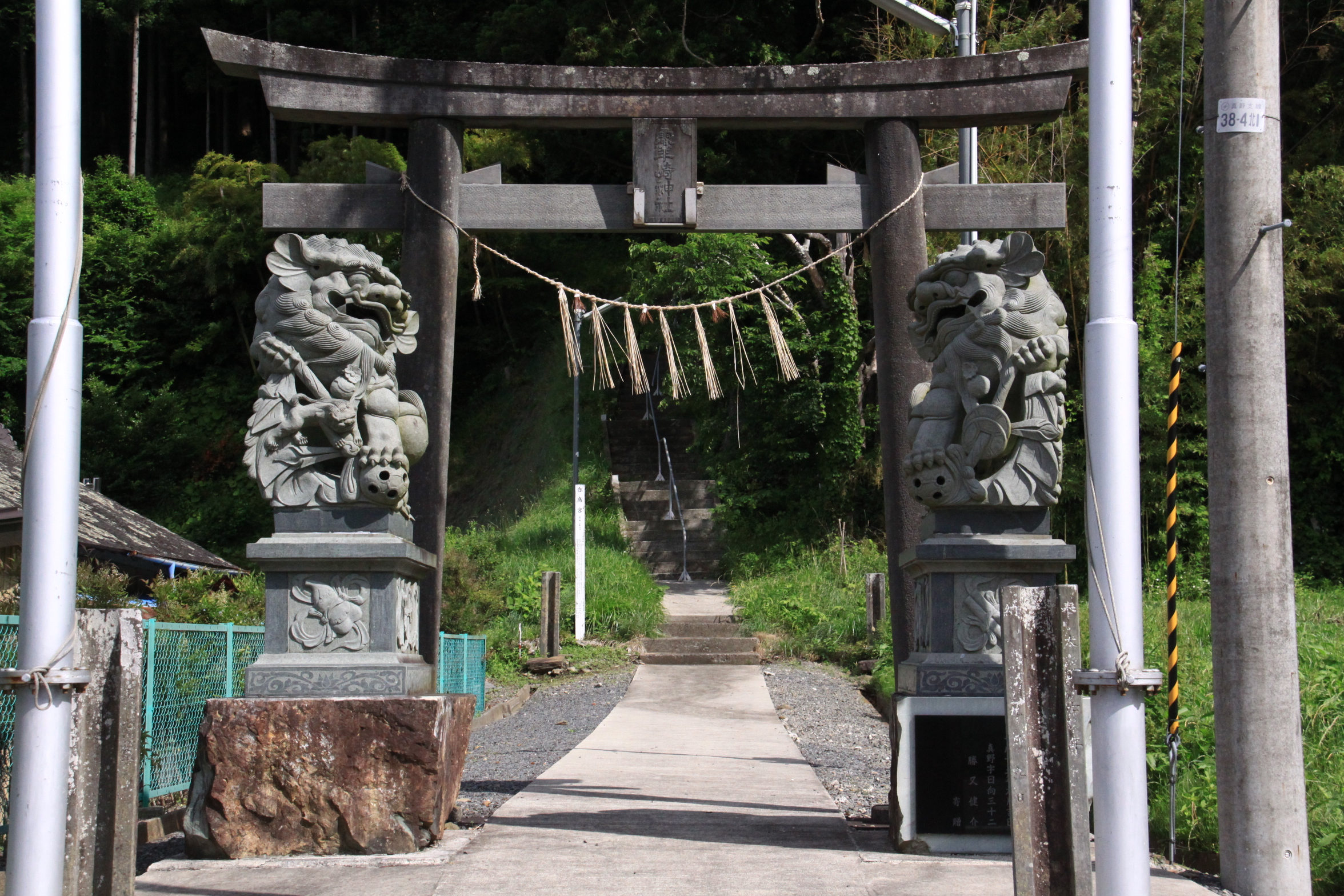
鳥居

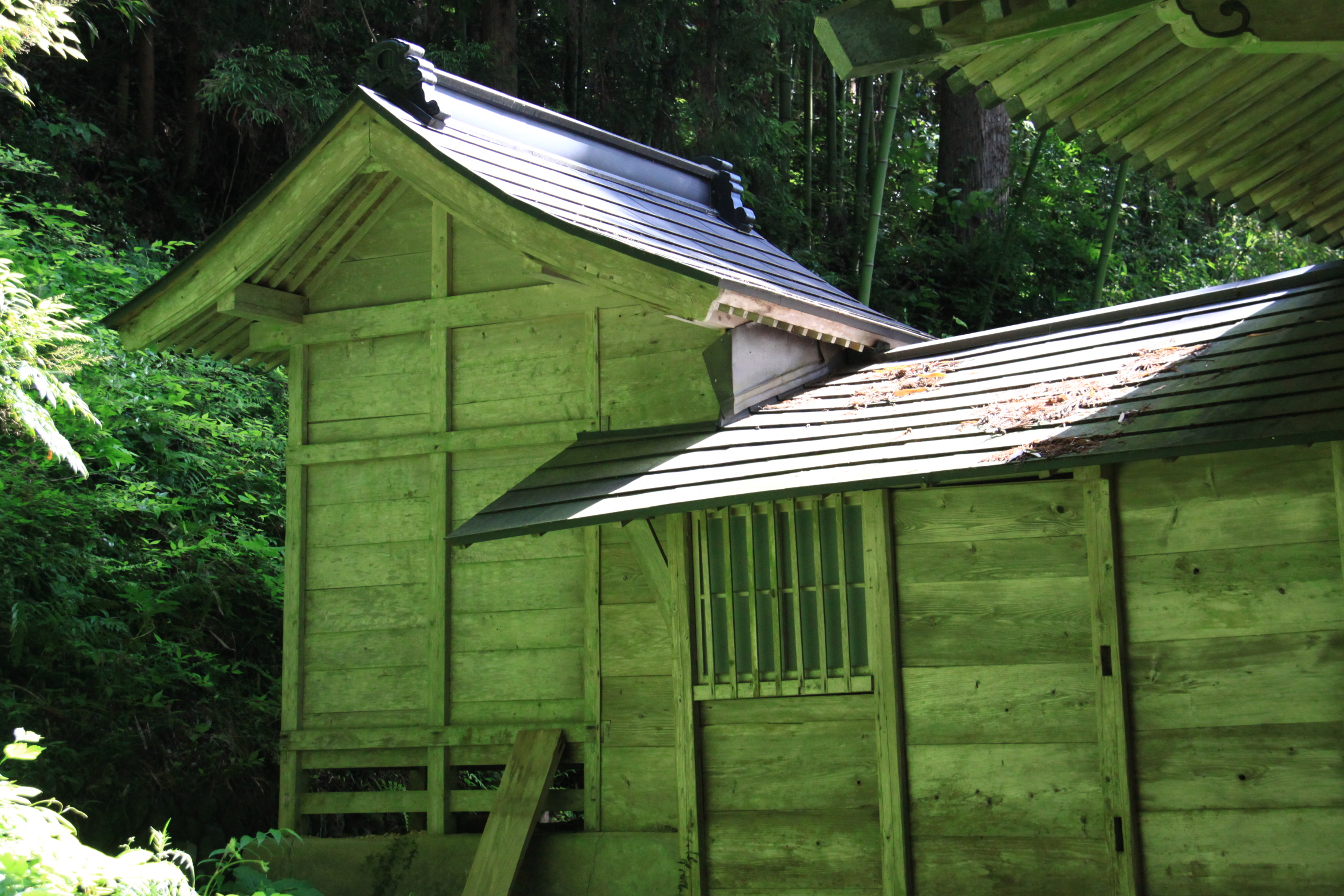
本殿

零羊崎神社（れいようさきじんじゃ）は、宮城県石巻市真野にある神社。式内社（名神大社）論社で、旧社格は村社。

## 祭神
祭神は以下の3柱（参道の標柱による）。
- 豊玉姫命
- 秋津彦命
- 速秋津姫命

ただし『平成巡拝記 延喜式内陸奥一百座』など、豊玉姫命と倉稲魂命を祭神として紹介している文献も見られる。

## 歴史

### 創建
創建年代は不明である。安永元年（1772年）の『封内風土記　巻之13』では、何時勧請されたか詳しからずと記している。

### 名神大社比定を巡る議論
当社は江戸時代に名神大社「零羊崎神社」に比定される。「零羊崎神社」は『日本三代実録』貞観元年（859年）1月27日の条に「京畿七道諸神進階及新叙。惣二百六十七社。」の1つとして神階が従四位下に昇叙されたことが記され、また、延長5年（927年）の『延喜式神名帳』においては名神大社に列格、同じく『延喜式　3巻』には名神祭の対象社として記載されている。しかし、その後の史料に零羊崎神社の名は見えなくなり、江戸時代には論争が起こることとなる。
享保4年（1719年）に著された『奥羽観蹟聞老志』や、寛保元年（1741年）に著された『封内名蹟志』に当社の記述は見えないが、安永元年（1772年）に著された『封内風土記　巻之13』の真野村の条に当社のことが記されている。
それによれば、当社は前述のように何時勧請されたか詳らかではなく、白鳥神社と呼ばれており、真野村の鎮守と伝えられ、現地の人々は古の零羊崎神社だと言っていると記している。さらに当社が零羊崎神社だとする理由について、零羊崎神社は元々湊村牧山にあったが火災に罹災し、葛西家の祭田があった真野村の丸山に社殿を移した。故に祭礼の前後に門前市が開かれ、村人が参集する。このため市が開かれる場所は宮小路、祭田があった場所は宮田と呼ばれ、今もなお遺構が残り、かつその社地が未の方向を向いていることから、村人は当社を零羊崎神社であるとしている、と記している。
しかし『封内風土記　巻之13』は続けて、上記の説は実はそうではなく、天正年間の末期に葛西家が領地を失って亡ぶと零羊崎神社も荒廃し、神輿を湊村牧山観音堂に移した。この神輿も今は見えなくなり、零羊崎神社の神号も白山神社となった。これらは仏僧の姦計によるものであると記し、誠に嘆くべきことだと結んでいる。
『封内風土記　巻之13』の湊村の条には、湊村の零羊崎神社についても記されている。それによれば、湊村の零羊崎神社は、現在、白山神社と呼ばれて豊玉彦命を祀っていること、牡鹿郡式内社の筆頭で往古は大社であったこと、湊七郷の鎮守となっていることを紹介している。さらに牧山大悲閣（観音堂）の記述では、その地が古の零羊崎神社の地で、仏僧がその地を奪い零羊崎神社の名を隠して牧山観音と号しているのだと記している。
上記の湊村の零羊崎神社と当社の間には、争いがあったことが『稲井町史』に書かれている。それによれば、修験者普明院家が牧山の白山宮を零羊崎神社であると主張したことに真野村の観寿院が激しく抗議、紛争は藩庁に持ち込まれた。明和5年（1768年）2月26日御召状により、3月3日に観寿院の法師が仙台評定所へ出頭、零羊崎神社の義につき普明院、牧山白山宮と真野零羊崎神社との関係について尋問を受けた。これに対し観寿院は、真野村が連年凶作続きで社殿の修復も困難になったため、昔より設備していた神輿を牧山白山宮へ一時預けた、故に神輿が元々は牧山のものではないと申し立てた。評定所もこれを認め、零羊崎神社を真野村の鎮守として祭祀するよう判定を申し渡し、観寿院の主張が首尾よく聞き届けられたのだと言う。

### 明治以降
明治の神仏分離後、当社は「零羊崎神社」と呼ばれるようになった。明治7年（1874年）、近代社格制度において村社に列し、その後、神饌幣帛料供進社に指定された。明治20年（1887年）社殿を火災で失い、神饌幣帛料供進社に指定された際は仮宮であった。現在の社殿はその後に建築されたものである。

## 現地情報
所在地
- 宮城県石巻市真野字内山18